# 김재석 (1941년)
김재석(金在錫, 1941년 12월 22일 ~ )은 대한민국의 정치인이다. 전라남도 영광군 출신이다.

## 학력
- 광주고등학교 졸업
- 조선대학교 졸업

## 경력
- 상도동계 출신, 1971년에 김영삼 신민당 의원의 비서로 정계 입문
- 민주화추진협의회 위원 역임
- 통일민주당 농수산국장, 조직국장 역임
- 민주자유당 총무국장 역임
- 청와대 총무수석실 인사행정비서관 역임 (1994년 1월 15일 ~ 1995년 2월 9일)
- 한국산업인력관리공단(현재의 한국산업인력공단) 이사장, 국제기능올림픽대회 한국위원회 회장 역임

## 역대 선거 결과
| 실시년도 | 선거   | 대수 | 직책     | 선거구 | 정당       | 득표수      | 득표율          | 순위        | 당락 | 비고         |
| -------- | ------ | ---- | -------- | ------ | ---------- | ----------- | --------------- | ----------- | ---- | ------------ |
| 1992년   | 총선   | 14대 | 국회의원 | 전국구 | 민주자유당 | 7,923,718표 | \| \| 38.50% \| | 전국구 45번 | 없음 | 승계 전 탈당 |
|          | 38.50% |      |          |        |            |             |                 |             |      |              |